# Guatteria excelsa
Guatteria excelsa este o specie de plante angiosperme din genul Guatteria, familia Annonaceae, descrisă de Eduard Friedrich Poeppig și Carl Friedrich Philipp von Martius. A fost clasificată de IUCN ca specie vulnerabilă. Conform Catalogue of Life specia Guatteria excelsa nu are subspecii cunoscute.